# Henri Ernest Baillon

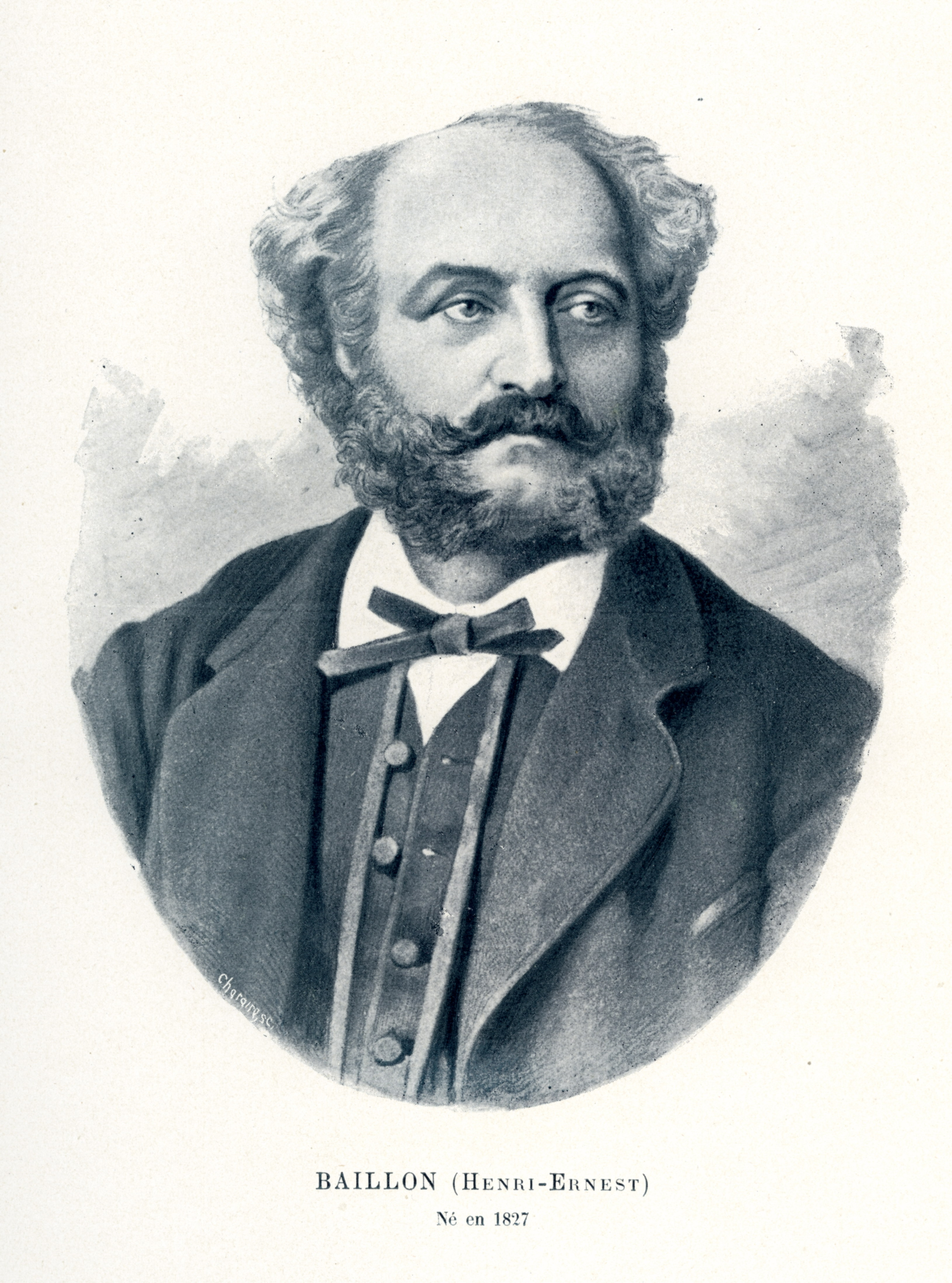
Henri Ernest Baillon

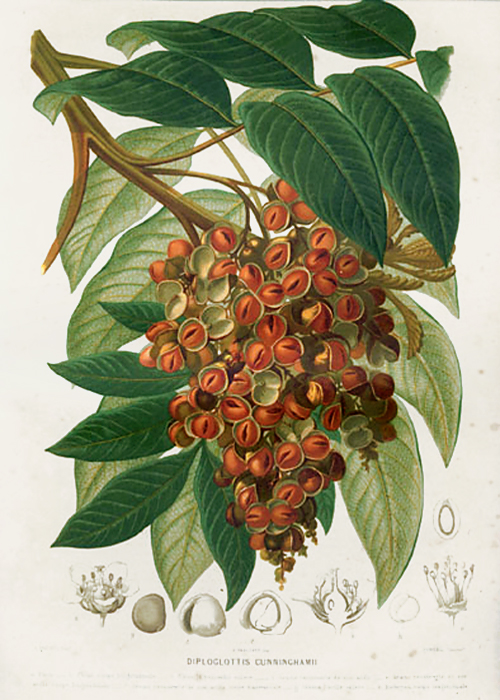
Diploglottis cunninghamii, Abbildung aus Baillons Werk Dictionnaire de botanique

Henri Ernest Baillon (* 30. November 1827 in Calais; † 18. Juli 1895 in Paris) war ein französischer Botaniker und Arzt. Sein offizielles botanisches Autorenkürzel lautet „Baill.“.

## Leben und Wirken
Baillon war Direktor des Botanischen Gartens von Paris. Er ist der Erstbeschreiber der ursprünglichsten Pflanze unter den Bedecktsamern (Angiospermen), Amborella trichopoda, die in Neukaledonien vorkommt.

## Ehrungen
Am 14. August 1867 wurde Baillon zum Ritter der Ehrenlegion ernannt und am 13. Juli 1888 zum Offizier befördert.
Im Dezember 1889 wurde er als auswärtiges korrespondierendes Mitglied in die Russische Akademie der Wissenschaften aufgenommen. 1894 wurde Baillon als „Foreign Member“ in die Royal Society gewählt.
Die Pflanzengattungen Baillonia Bocq. ex Baill.aus der Familie der Verbenaceae, Baillonacanthus Kuntze aus der Familie der Acanthaceae, Baillonella Pierre aus der Familie der Sapotaceae und Baillonodendron F.Heim aus der Familie der Dipterocarpaceae wurden nach ihm benannt.

## Schriften (Auswahl)
Für die Flora brasiliensis von Carl Friedrich Philipp von Martius schrieb er das Kapitel über „Dichapetaleae“ in Band 12 Nr. 1 von 1886. Zu Prodromus systematis naturalis regni vegetabilis von Augustin-Pyrame de Candolle steuerte er „Phytocreneae“ in Band 17 von 1873 bei. Hier eine Auswahl seiner eigenen Werke:
- Étude générale du groupe des Euphorbiacées. 1858.
- Monographie des Buxacées et des Stylocérée. 1859.
- Recherches organogéniques sur la fleur femelle des Conifères. 1860.
- Recherches sur l’organisation, le développement et l’anatomie des Caprifoliacées. 1864.
- Adansonia, recueil périodique d’observations botaniques. 10 Bände. Paris 1866–1870.
- Histoire des plantes.13 Bände. 1866–1895.
- Dictionnaire de botanique. 4 Bände. Paris 1876–1892.
- Histoire naturelle des plantes de Madagascar. 3 Bände.
- Traité de botanique médicale phanérogamique.2 Bände. Hachette, Paris 1883–1884.
- Iconographie de la flore française.5 Bände, 1885–1894.
- Traité de botanique médicale cryptogamique. 1889 (Digitalisat).